# Вейнгеров, Марк Леонидович
Марк Леонидович Вейнгеров (1903—1973) — советский учёный-физик.

## Биография
Родился в Санкт-Петербурге в семье врачей — педиатра Цецилии (Ципоры) Борисовны Бруштейн (?—1953) и физиотерапевта, бальнеолога Леонида Иосифовича Вейнгерова (1867 — после 1934), автора работ «Краткое руководство по общей и частной рецептуре с описанием наиболее употребительных препаратов, не вошедших в российскую фармакопею» (1909) и «Гидротерапия. Грязелечение» (в книге «Руководство по физическим методам лечения», 1930), председателя Общества для оказания помощи бедным евреям Васильевского острова и Галерной гавани («Цдоко гдейло», Средний проспект, дом 33), в 1907—1911 годах секретаря Санкт-Петербургского медицинского общества .
В 1925 году окончил физическое отделение физико-математического факультета ЛГУ. Учился в аспирантуре у академика А. А. Лебедева (был его первым аспирантом) и работал на кафедре.
С 1931 года научный сотрудник в ГОИ, в том числе много лет руководил лабораторией инфракрасной техники. В довоенный период также преподавал физику в ЛГУ и Военно-воздушной академии имени А. Ф. Можайского.
На научно-преподавательской работе в ЛИТМО: профессор кафедры общей физики (1945—1948), зав. кафедрой инфракрасной техники (1948—1954), зав. кафедрой (1956—1965), профессор (1954—1956, 1965—1967) кафедры физической оптики и спектроскопии.
Кандидат физико-математических наук (1930), доцент (1935), доктор физико-математических наук (1940), профессор (1942).
Специалист в области физики и техники инфракрасных лучей. Создал приёмник ИК-излучения на основе помещенной в вакуумный сосуд биметаллической пластинки (1932). Изобрёл новый селективный оптико-акустический приёмник — спектрофон с чувствительностью от ультрафиолетовой до миллиметровой области спектра (1937). Совместно с С.М. Лучиным создал неселективный оптико-акустический приёмник (1941).

## Награды и премии
- Сталинская премия третьей степени (1946) — за изобретение оптико-акустического метода экспрессного газового анализа
- орден «Знак Почёта»
- медали